# فرانك إي. غريزارد جونيور
فرانك إي. غريزارد جونيور (بالإنجليزية: Frank E. Grizzard, Jr.)‏ هو مؤرخ أمريكي، ولد في 1954.